# カードGメン・小早川茜
『カードGメン・小早川茜』（カードジーメン こばやかわあかね）は、2000年から2005年までTBS系で放送されたテレビドラマシリーズ。全8回。主演は片平なぎさ。
放送枠は「月曜ドラマスペシャル」（第1作・第2作）、「月曜ミステリー劇場」（第3作 - 第8作）。
クレジット会社の信用管理センターの敏腕調査員が、クレジットカード犯罪にまつわる殺人事件を解明していく。

## 登場人物

### サンライズクレジット信用管理センター
小早川茜
演 - 片平なぎさ
カード調査員。仕事の辣腕ぶりから「猟犬の茜」のあだ名をとる。京橋女子高等学校 第30期生 3年1組（第3作）。
沢松染太郎
演 - 西村和彦（第1作 - 第6作・第8作）
カード調査員。茜と萩原の後輩。
萩原慎二
演 - 松永博史
カード調査員。茜の後輩。
山口理沙
演 - 園山朝子（第1作・第2作）
事務員。
野口朋絵
演 - 片山佳（第3作）、本橋いずみ（第4作 - 第7作）、鷹城佳世（第8作）
事務員。
大杉涼
演 - ケーシー高峰
所長。茜たちの上司。

### 警察関係者
坂井実
演 - 六平直政（第1作 - 第3作・第6作）
警視庁捜査一課の刑事。階級は警部補。

### 小早川家
小早川茉莉花
演 - 柊瑠美
茜と義伸の娘。反抗期でちょっと生意気気味。
小早川義伸
演 - 小倉久寛
茜の夫。売れない漫画家兼主夫。

### ゲスト
第1作「借金地獄」（2000年）
- 柚木八重子（サンライズ発行センター 副所長） - 佳那晃子
- 京極麗子（社会福祉法人「のぞみの会」理事長） - 東てる美
- 野村公三（ローンズ栄 店長） - 小沢仁志
- 西本裕之（東亜珈琲 元社員・盗難カードの被害者） - 森川正太
- 楡俊彦（輸入雑貨店「プレミア」店主） - 草見潤平
- 丸山正人（社会福祉法人「のぞみの会」秘書） - 五森大輔
- 国税局査察部 - 山本龍二
- 似顔絵描き - やくみつる
- スナック「灯火」常連客 - 斎藤清六
- 高瀬ユミ（スナック「灯火」ママ・楡の内縁の妻） - 三輝みきこ
- 西本（西本の妻） - 三谷いつか
- 田辺（息子を亡くした母） - 小柳友貴美
- 赤木（ローンズ栄 社員） - 関貴昭
- 関東医科大学附属病院 医師 - 福島勝美、岸本功
- おもちゃ屋 店員 - 藏内秀樹
- 日本旅行渋谷支店 社員 - 山本恵美
- 国税局査察部 - 小檜山雄晶
- 鑑識 - 折居由加

第2作「消せない過去」（2001年）
- 権藤政代（元社員・現債権取立屋） - 渡辺梓
- 三条慶子（英語教室講師） - 一色彩子
- 吉村孝（吉村家電 店主・小早川茜の知り合い） - 鈴木ヒロミツ
- 吉村秀子（吉村の妻） - 大塚良重
- 黒木勇造（黒木法律事務所 弁護士） - 斉藤暁
- 中本和枝（隅田セントラル病院 事務員） - 菅原あき
- 岡崎晴彦（江北商事 社長） - 大川ひろし
- 北御門俊夫（スカイ金融 社長） - 黒沼弘己
- 浜田（政代の元恋人・税理士） - 今井耕二
- 小野文子（小野清の妻） - 木村夏江
- 東昇一（元社員・現金融業社「東ファイナンス」社長） - 細川俊之
- 自転車屋の主人 - 和田周
- 若い刑事 - 伊方勝

第3作「甘い罠」（2001年）
- 島津瑠璃子（京橋女子高等学校 第30期生 3年1組・通販会社「Z-BRAND」社長） - 美保純
- 水木直子（通販会社「Z-BRAND」社員・偽名「芦田」） - 杉田かおる
- 内藤さゆり（京橋女子高等学校 第30期生 3年1組・ソレイユ貿易の短期アルバイト） - 奈良富士子
- 千田銀子（ソレイユ貿易 社員・偽名「山本恵」） - 大西結花
- 西智樹（瑠璃子の元夫） - 大橋吾郎
- 千田松蔵（銀子の父・酒屋） - 小沢象
- 内藤文雄（さゆりの夫・銀行の警備員） - 井上高志
- 吉武綾（ソレイユ貿易の短期アルバイト） - 吉原歩
- 柏木美香（女子大生・ウィークリーマンション「グリーンヒルズ」303号室の入居者） - 北沢まりあ
- 警視庁捜査一課 刑事 - 宍戸勝
- 林修（アダルトサイトの被害者） - 瀬戸陽一朗
- 西夏海（智樹と瑠璃子の娘） - 半田美保子
- 内藤馨（文雄とさゆりの息子） - 小林元樹
- 村田弓子（京橋女子高等学校 第30期生 3年1組・元軽音楽部員） - 朝香じゅん
- 秀代（京橋女子高等学校 第30期生 3年1組・元生徒会長） - 小柳友貴美
- 寿司屋店員 - 川口真吾
- バイヤーボス - 金原泰成

第4作「調査員は二度だまされる」（2002年）
- 前田泉（買い物依存症の主婦） - 野村真美
- 前田馨（泉の夫） - あおい輝彦
- 三島絵理（「七変化のお徳」と呼ばれるカード詐欺師・本名「森徳子」） - 中島ひろ子
- 藤沢翔子（詐欺グループのボス・本名「設楽光江」） - 二宮さよ子
- 伊藤肇（警視庁捜査一課 警部補） - 山本龍二
- 平沢美和 - 兎本有紀
- 山邊英輔（CGデザイナー） - 大森うたえもん
- 筒井万央、田中龍、石坂重二、槙由紀子、小柳友貴美、山本真代、井上裕季子、我宮大凱、岡部厚子、鷹城佳世、佐藤智美、山本佳代、木原夕子、三上潤、セントラル子供タレント、鳳プロ

第5作「黒いデータ」（2003年）
- 秋元百合江（サンライズクレジット管理センター 課長代理） - 黒田福美
- 宮島明彦（サンライズクレジット 元データ管理課課長） - 三浦浩一
- 内村輝子（PTA役員・小早川茜の顔見知りの主婦） - 角替和枝
- 古谷仁（刑事） - 深水三章
- 竹中シズ（アパートの大家） - 杉山とく子
- 西田佳代（サンライズクレジット データ管理課社員） - 冨樫真
- 森（刑事） - 角田英介
- 山野美和（PTA役員） - 石橋あゆみ
- 加藤（PTA役員） - 熊谷祐子
- 岡順子（サンライズクレジット 社員） - 今泉あまね
- ガソリンスタンドの店員 - 光宣
- 関（PTA役員） - 佐野珠美
- 中尾満（テレビ局AD） - 隈部洋平
- 不動産会社 社長 - 諏訪太朗
- 大沢広之（印刷会社社員） - 野村貴志
- マンション 管理人 - 春延朋也
- 東光ビルサービス 社員 - 矢作公一
- サンライズクレジット データー管理課社員 - 森嶋將士
- 八百屋 - つじしんめい

第6作「特命」（2003年）
- 西森和雄（サンライズクレジット 顧問弁護士・大杉涼の大学の同級生） - 寺田農
- 有吉遥子（有吉の妻） - 大島さと子
- 九条絹代（俊子の第一秘書） - 秋本奈緒美
- 本郷浩（出し子） - 田中佳人
- 手塚扶美緒（天才ハッカー） - 楊原京子
- 中丸（松本工科大学 教授） - 有福正志
- 箕輪誠一（箕輪製作所 社長） - でんでん
- 箕輪五月（箕輪の娘） - 舟木幸
- 漆原恭輔（漆原プラスチック工業 社長） - 掛田誠
- 藤堂淳一郎（サンライズクレジット 社長） - 穂積隆信
- 篠宮俊子（民政党代議士） - 鰐淵晴子
- 橘徹郎（ホリデイ信販 社長） - 神山繁
- 有吉正晴（サンライズクレジット 統括本部長） - 内藤剛志
- 運転手 - 崎山凛

第7作「愚か者の涙」（2004年）
- 遠藤典恵（オークションの参加者・駅売店員） - 丘みつ子
- 谷明美（オークションの参加者・関東医科大学病院 看護師） - 田中美奈子
- 本宮俊樹（サンライズクレジット 営業推進課長） - 矢島健一
- 山瀬守（旅行代理店「YOU遊トラベリング」社員） - 坂田雅彦
- 河内（幸子の親戚・「丸栄福だるま」主人） - 小池榮
- 旅行代理店「大手観光」社長 - 三田村賢二
- 金券ショップ従業員 - 掛田誠
- 二村（サンライズクレジット 営業推進部長） - 五森大輔
- 山本明子（勝手に保険証を使用された女性・囲碁サロン 従業員） - 棟里佳
- 原田有紀（勝手に保険証を使用された女性・ホステス） - 中野若葉
- 太田（サンライズクレジット 営業推進課長） - 渡辺寛二
- 遠藤清乃（典恵の娘） - 荻野なお
- 岩城幸子（ブランドショップ「ラ・セーヌ」社長） - 川上麻衣子
- 勝俣徹（明美のヒモ） - 一條俊
- 相原美穂（オークションの参加者・主婦） - 井上裕季子
- 芦沢絵里（オークションの参加者・主婦） - 山口みよ子
- 南聡子（勝手に保険証を使用された女性・舞台女優） - 橋本亜紀
- 有福（松本南警察署 刑事） - 加藤満
- 冒頭の不正カード所持者 - 小林太樹
- ホテルフロント - 浜口悟
- 関東医科大学病院 職員 - 本田清澄
- オークションのスタッフ - 和田有由
- 勝俣（勝俣の妻・妊婦） - 秋元渚

第8作「同姓同名の女たち」（2005年）
- 川島由香里A（ファミレス「ピエトロバルコーネ」店員・児童養護施設「シオンの園」出身） - 持田真樹（幼少期：遠藤由実）
- 川島由香里B（川島産業の会長令嬢） - 井上晴美
- 川島由香里C（老婆・元クラブ歌手） - 淡路恵子
- 由香里Bの元上司（川島産業 部長） - 光石研
- 四十物隼（ファミレス「ピエトロバルコーネ」店長） - 井田國彦
- ミッチー（ホストクラブ「プレーヤーズクラブディオス 六本木店」店長） - 保積ぺぺ
- 中原浩史（ホストクラブ「スタンダール」ホスト） - 萬雅之
- 由香里Cの近所の住民 - 呉恵美子
- 川島産業 会長秘書 - 千田孝康
- カードの窃盗団 - 光宣
- 児童養護施設「シオンの園」職員 - 久松夕子
- 川島産業 社員 - 小山田みずき
- 冒頭のブティック店員 - 猪浦里沙
- オリオンショップ 店員 - 田中護
- 「リッツタワーホテル」従業員 - 岡崎宏
- 村山（「リッツタワーホテル」清掃員） - 鈴木美恵子
- 川島産業 社員 - 橋本亜紀
- 太木夢子（占い師） - あき竹城

## スタッフ
- 脚本 - 齊藤珠緒（第1作 - 第7作）、三島ゆき（第7作・第8作）
  - 第7作は、三島ゆきが"三島有紀子"名義で齊藤珠緒と共同で脚本を担当した。
- 音楽 - 小西香葉（第1作 - 第8作）、近藤由紀夫（第5作 - 第8作）
- 監督 - 齋藤光正（第1作 - 第6作）、猪崎宣昭（第7作・第8作）
- プロデューサー - 大藤博司（ネクスト・プロデュース）
- 製作 - TBS、ネクスト・プロデュース

## 放送日程
| 話数 | 放送日         | サブタイトル           | 脚本                | 監督     | 視聴率 |
| ---- | -------------- | ---------------------- | ------------------- | -------- | ------ |
| 1    | 2000年03月20日 | 借金地獄               | 齊藤珠緒            | 齋藤光正 | 17.6%  |
| 2    | 2001年01月22日 | 消せない過去           | 齊藤珠緒            | 齋藤光正 | 12.8%  |
| 3    | 10月29日       | 甘い罠                 | 齊藤珠緒            | 齋藤光正 | 18.0%  |
| 4    | 2002年03月04日 | 調査員は二度だまされる | 齊藤珠緒            | 齋藤光正 | 15.3%  |
| 5    | 2003年02月10日 | 黒いデータ             | 齊藤珠緒            | 齋藤光正 | 18.4%  |
| 6    | 6月02日        | 特命                   | 齊藤珠緒            | 齋藤光正 | 18.7%  |
| 7    | 2004年02月09日 | 愚か者の涙             | 齊藤珠緒 三島有紀子 | 猪崎宣昭 | 13.6%  |
| 8    | 2005年04月11日 | 同姓同名の女たち       | 三島ゆき            | 猪崎宣昭 | 12.3%  |

- 視聴率はビデオリサーチ調べ、関東地区・世帯